# Agência Brasil
A Agência Brasil é uma agência de notícias brasileira fundada em 10 de maio de 1990 pelo Governo Collor e atualmente é pertencente à Empresa Brasil de Comunicação que administra o conglomerado de mídia do Governo Federal Brasileiro.

## História
A Agência Brasil foi criada durante o governo de Fernando Collor de Mello em substituição à extinta Empresa Brasileira de Notícias, que por sua vez era continuidade da Agência Nacional, criada por Getulio Vargas.
Desde 2003, a Agência Brasil passa por um processo de transformação editorial. Antes, restringia-se à cobertura de eventos do Governo Federal brasileiro. Atualmente, é uma agência de notícias pública, de acesso livre e abordagem pluralista. A Agência Brasil faz parte da Aliança das Agências de Informação de Língua Portuguesa.
Com a reorientação editorial, a Agência Brasil passou a definir o seu foco de cobertura: de atos e fatos relacionados a Governo Federal, Estado e cidadania, incluindo neste terceiro item os movimentos sociais e a sociedade civil organizada. Atualmente, seus jornalistas produzem conteúdo jornalístico com vistas a garantir a universalização do acesso à informação no Brasil.

## Serviços produzidos pela Agência Brasil
- Produção de notícias: informação em tempo real, sobre os principais assuntos da vida política nacional, produzidas por uma equipe de jornalistas [4]
- Fotografias: a equipe de fotógrafos produz farto material noticioso dentro da área de atuação da agência.[4]
- Produção de infografia: A Agência Brasil passou a utilizar as linguagem audiovisual, textos e gráficos estáticos e animados em novos formatos para facilitar a compreensão de determinados assuntos jornalísticos.[4]
- Produção de grandes reportagens: A Agência Brasil publica regularmente matérias com apurações mais longas e complexas, chamadas reportagens especiais. Esses produtos se diferenciam das demais reportagens por terem apresentação multimídia e oferecerem abordagens mais elaboradas e profundas.[4]

A Agência Brasil possui uma equipe dedicada à tradução do conteúdo jornalístico para o inglês e para o espanhol. A agência também possui convênios com outras entidades públicas de notícia, como as agências Lusa, Xinhua e Telam para produzir e veicular informação internacional. Em 2020, a Agência Brasil passou a ser oficialmente uma agência parceira da Reuters, o que tornou o fluxo de notícias internacionais comum no conteúdo produzido pelo veículo.

## Crítica
Segundo análise do pesquisador Pedro Aguiar, publicada em 2016, a Agência Brasil — assim como suas equivalentes privadas — não se dedica ao fluxo internacional de informações. Em outras palavras, não abastece a imprensa nacional com cobertura internacional, nem fornece notícias nacionais à mídia estrangeira, dedicando-se apenas ao fluxo nacional e interregional, fazendo do Brasil uma exceção no cenário mundial da comunicação. Na opinião do autor, essa situação contradiz recentes esforços políticos e diplomáticos de posicionar o país como economia em ascensão e potência emergente no cenário internacional.

## Congêneres dos países de língua portuguesa
- ANGOP (Agência Angola Press), Angola
- Inforpress (Agência Cabo-verdiana de Notícias), Cabo Verde
- AIM (Agência de Informação de Moçambique), Moçambique
- ANG (Agência de Notícias da Guiné), Guiné-Bissau
- Lusa (Agência de Notícias de Portugal), Portugal
- STP-Press (Agência Noticiosa de São Tomé e Príncipe), São Tomé e Príncipe
- Tatoli (Agência Noticiosa de Timor-Leste), Timor-Leste

## Prêmios
| Ano  | Nome da Premiação                                                                         | Matéria                                                                  | Veículo de mídia                                 | Autores | Resultado |
| ---- | ----------------------------------------------------------------------------------------- | ------------------------------------------------------------------------ | ------------------------------------------------ | --- | --------- |
| 2009 | Prêmio Vladimir Herzog                                                                    | "Analfabetismo: a exclusão pelas letras"                                 | Agência Brasil - EBC                             | Amanda Cieglinski Juliana Andrade Mário Marco Côrrea Machado Lílian Beraldo | Venceu    |
| 2011 | Prêmio Abdias Nascimento de Jornalismo                                                    | "Dia da Consciência Negra"                                               | Agência Brasil - EBC                             | Daniella Jinkings Gilberto Costa Vladimir Platonow Wellton Máximo | Venceu    |
| 2013 | Prêmio Associação dos Magistrados Brasileiros (AMB) de Jornalismo                         | "À espera de um lar"                                                     | Agência Brasil - EBC                             | Amanda Cieglinski Juliana Andrade Lílian Beraldo Marcello Casal Jr. | Venceu    |
| 2015 | Prêmio Petrobrás de Jornalismo                                                            | "Série Direitos das Crianças no País da Copa"                            | Agência Brasil, Rádio Nacional e TV Brasil - EBC | Anyele Soares Isabela Vieira Sheily Noleto Liliane Farias Raquel Júnia Akemi Nitahara Beatriz Pasqualino Bruno Bocchini Tchérena Guimarães Juliana Cézar Nunes Juliana Russomano | Venceu    |
| 2016 | Prêmio Banco Nordeste de Jornalismo                                                       | "Sertão Vivo"                                                            | Agência Brasil - EBC                             | Edwirges Nogueira Lílian Beraldo Fernando Frazão Pedro Ivo de Oliveira | Venceu    |
| 2018 | International Center for Journalists (ICFJ) & UN Foundation Journalism for Climate Change | "Indígenas afetados por mudança climática querem políticas de prevenção" | Agência Brasil - EBC                             | Débora Brito Davi Oliveira | Venceu    |
| 2019 | 7º Prêmio Ação pela Água                                                                  | "Água é considerada boa em apenas 6,5% dos rios da Mata Atlântica"       | Agência Brasil - EBC                             | Camila Boehm Talita Cavalcante | Venceu    |
| 2019 | Prêmio Abmes de Jornalismo                                                                | "Ingresso de indígenas em faculdades é nove vezes maior do que em 2010"  | Agência Brasil - EBC                             | Mariana Tokárnia Lílian Beraldo Marcelo Camargo | Venceu    |
| 2019 | 36º Prêmio Direitos Humanos de Jornalismo                                                 | "Pesquisa mostra que gestantes presas não conseguem prisão domiciliar"   | Agência Brasil - EBC                             | Camila Boehm Fábio Massali | Venceu    |